# El Vivero
El Vivero (en mallorquín Es Vivero) es un barrio de Palma de Mallorca, Baleares, España.
El barrio está delimitado por Son Rullán, Virgen de Lluch, Son Cladera, El Rafal Nuevo y El Rafal Viejo.
Contaba, en 2018, con una población de 6.984 habitantes.